# Норрчёпингский симфонический оркестр
Норрчёпингский симфонический оркестр (швед. Norrköpings Symfoniorkester) — шведский симфонический оркестр, базирующийся в Норрчёпинге. Основан в 1912 году.

## История
Оркестр создан в 1912, первоначально в его составе было 85 музыкантов. Помимо Норрчёпинга оркестр несколько раз в год выступал в соседнем городе Линчёпинге.
В разные годы оркестром дирижировали Герберт Блумстедт и Франц Вельзер-Мёст. С 2012 по 2016 год пост главного дирижёра занимал британец Майкл Френсис. В качестве приглашённых дирижёров с оркестром выступали Лейф Сегерстам, Дэниэл Хардинг, Жозеп Кабалье Доменеч и Стефан Солом. В октябре 2019 года было объявлено, что на сезон 2020—2021 года оркестр возглавит немецкий дирижёр Карл-Хайнц Стеффенс.
Записи оркестра выходили на лейблах BIS, CPO, Denon и Simax. Среди исполненных произведений — симфонии Петерсона-Бергера, полное собрание сочинений Бетховена для фортепиано с оркестром, сочинения Джона Пикарда.

## Главные дирижёры
- Хайнц Фройденталь (1936—1952)
- Херберт Бломстедт (1954—1962)
- Эверетт Ли (1962—1972)
- Франц Вельзер-Мёст (1986—1991)
- Юнити Хироками (1991—1996)
- Оле Кристиан Рууд (1996—1999)
- Люй Цзя (1999—2005)
- Алан Бурибаев (2007—2011)
- Майкл Фрэнсис (2011—2016)